# Немецкий ягдтерьер
Неме́цкий охо́тничий терье́р (ягдтерье́р) (нем. Jagdterrier) — порода универсальных охотничьих собак, терьер. Ягдтерьеры целенаправленно выведены в Германии в 1930—1940-е годы, после Второй мировой войны работа над породой продолжалась независимо и разными методами в ФРГ и ГДР. Создатели породы ставили целью получить разностороннюю охотничью собаку выдающихся качеств, способную работать на земле, в норах и в воде, непритязательную и простую в уходе. Ягдтерьеры отличаются исключительно развитым охотничьим инстинктом и злобой к зверю, в среднем по породе рабочие показатели немецких охотничьих терьеров значительно выше, чем у других терьеров. Используются в основном в норной охоте, но также и в охоте на пернатую дичь, кабана, зайца. Успешно справляются с функциями сторожевых собак.

## История
Ягдтерьер — заводская порода, полученная путём целенаправленной селекции на основе фокстерьера с прилитием крови других пород.

### Предпосылки
В начале XX века фокстерьеры стали чрезвычайно популярны у европейских охотников, их использовали не только в норной охоте, но и в охоте на зайца и копытных. Нарядный внешний вид фокстерьеров, особенно жесткошёрстных, способствовал их популярности и у любителей выставочных собак. Как всегда в подобных случаях, разведение фокстерьеров велось по двум взаимоисключающим направлениям: любители шоу стремились получить собак ярких, с хорошей шерстью и подходящим для шоу темпераментом, и в этих условиях рабочие качества собак уходили на второй план. Охотники же предпочитали собак некрупных (таким легче забираться в нору — «нориться»), немарких тёмных расцветок, с грубой шерстью, не нуждающейся в трудоёмком уходе, но зато обладающих развитыми охотничьими качествами, в первую очередь — злобой к зверю и вязкостью.
Создателями породы немецкий охотничий терьер называют страстного охотника и заводчика фокстерьеров Вальтера Цангенберга и его сподвижников Рудольфа Фриса и Карла-Эриха Грюневальда. В 1923 году Цангенберг за бесценок приобрёл щенков фокстерьера от почти чёрной суки и импортированного из Англии кобеля: щенки были выбракованы за несвойственный породе чёрно-подпалый окрас, которым в эти годы все ещё нередко напоминал о себе общий предок терьеров — чёрно-подпалый староанглийский терьер. Этот нестандартный помёт — две суки и два кобеля — стали родоначальниками новой породы. Для получения нужных рабочих качеств этих собак и их потомков спаривали с тёмноокрашенными фокстерьерами, зарекомендовавшими себя в качестве отличных охотников. Щенков с большим количеством белого выбраковывали, отчасти из-за бытующего среди охотников поверья, что дикие звери меньше пугаются и нервничают при виде тёмной собаки, в то время как светлые собаки нервируют дичь.

### Формирование породы

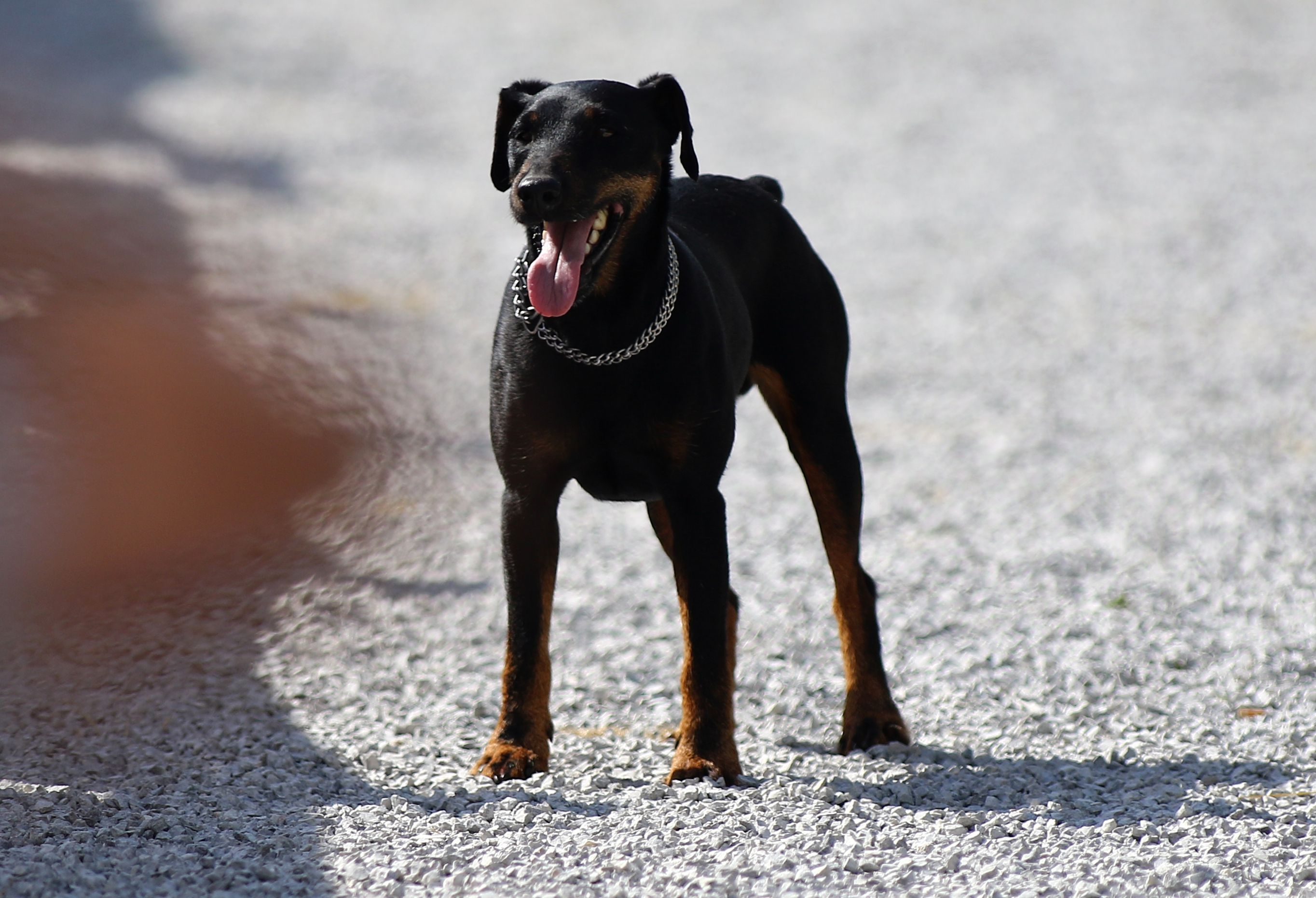
Гладкошёрстный ягдтерьер

К селекционной работе подключились и другие собаководы, во многом благодаря тому, что создание особенного терьера немецкого происхождения шло в ногу с подъёмом националистического духа в Германии. В 1926 году по инициативе Цангенберга был создан Немецкий ягдтерьер-клуб. Была сформулирована идея породы: это должны быть исключительно рабочие собаки разностороннего охотничьего применения, функционального и практичного облика, а отсутствие эффектного или оригинального вида защитит породу от пагубного влияния выставочной моды. Из Кёнигсберга для руководства селекционной работой и клубом был приглашён видный кинолог Герберт Лакнер. В 1927 году под эгидой клуба прошла первая выставка-смотр новой породы, были показаны 22 собаки, в том числе 16 жесткошёрстных чёрно-подпалых и 3 гладкошёрстных чёрно-подпалых. Чтобы компенсировать негативные последствия нескольких лет тесного инбридинга, была прилита кровь специально выписанных из Англии представителей почти исчезнувших староанглийских терьеров, а также их ближайшего родственника — вельштерьера. Отдельные авторы указывают на возможное прилитие кровей лейкленд-терьера и «какой-нибудь лёгкой гончей». В 1934 году был опубликован первый стандарт, в котором от ягдтерьера требовались исключительные физические качества, хорошее чутьё, безбоязненное отношение к воде, хороший голос, злоба и мастеровитость, желание идти по следу, способность уверенно и настойчиво работать под землёй и вести со зверем упорный, жёсткий бой. От экстерьера требовалось лишь одно: обеспечить работоспособность собаки.
К сороковым годам порода была в основном создана, по злобности к норному зверю ягдтерьеры превосходили всех других охотничьих собак, обладали всеми необходимыми для разностороннего охотника способностями и имели настолько непритязательный внешний вид, что приобретались только охотниками.

### Восстановление после Второй мировой войны
После окончания Второй мировой войны порода вместе со страной была разделена на две части. В ФРГ поголовье охотничьих терьеров позволяло вести разведение по линиям, заводчики продолжали строгий отбор собак по рабочим и экстерьерным качествам на основе достаточно сложной системы испытаний и оценок.
В ГДР ягдтерьеров пришлось восстанавливать на основе нескольких уцелевших представителей. Приоритетом в работе с породой стало увеличение поголовья. К середине 1960-х годов из-за тесного инбридинга в период восстановления поголовья в породе стали появляться дефекты прикуса, неполнозубость, дефекты шёрстного покрова, чрезмерный рост. Для устранения этих нежелательных явлений кинологи ГДР стали проводить бонитировку и оценку производителей по потомству, организовали тщательный аналитический учёт, исключили из разведения собак с неполной зубной формулой, с 1975 года в породе запретили инбридинг и тщательно следили за выбраковкой собак с признаками инбредной депрессии, наследственными заболеваниями и отклонениями в поведении. «Чистые» от рецессивных наследуемых дефектов собаки вывозу из страны не подлежали, допускался вывоз лишь гетерозиготных по нежелательным признакам особей. Каждая молодая собака проходила испытания рабочих качеств по работе в норе, в поле и в воде, проводились и племенные испытания.
Исключительные охотничьи качества ягдтерьера были ярко продемонстрированы на международных соревнованиях терьеров в рамках Всемирной выставки собак в 1965 году в Брно. В соревновании приняли участие 29 ягдтерьеров, которые как по количеству участников, так и по результатам обошли все остальные породы.
Международная кинологическая федерация признала немецких охотничьих терьеров в 1954 году, первый международный стандарт ягдтерьера был подготовлен и представлен породным клубом ФРГ (ГДР не была членом МКФ). В США ягдтерьеры завезены в начале 1950-х годов, но популярными у американских охотников так и не стали: местным охотничьим традициям более соответствовали собаки американского происхождения — питбультерьеры и енотовые собаки, а позднее джек-рассел-терьеры. Американский и английский кеннел-клубы породу не признали. В СССР ягдтерьеры впервые привезены в начале 1970-х годов.

## Внешний вид

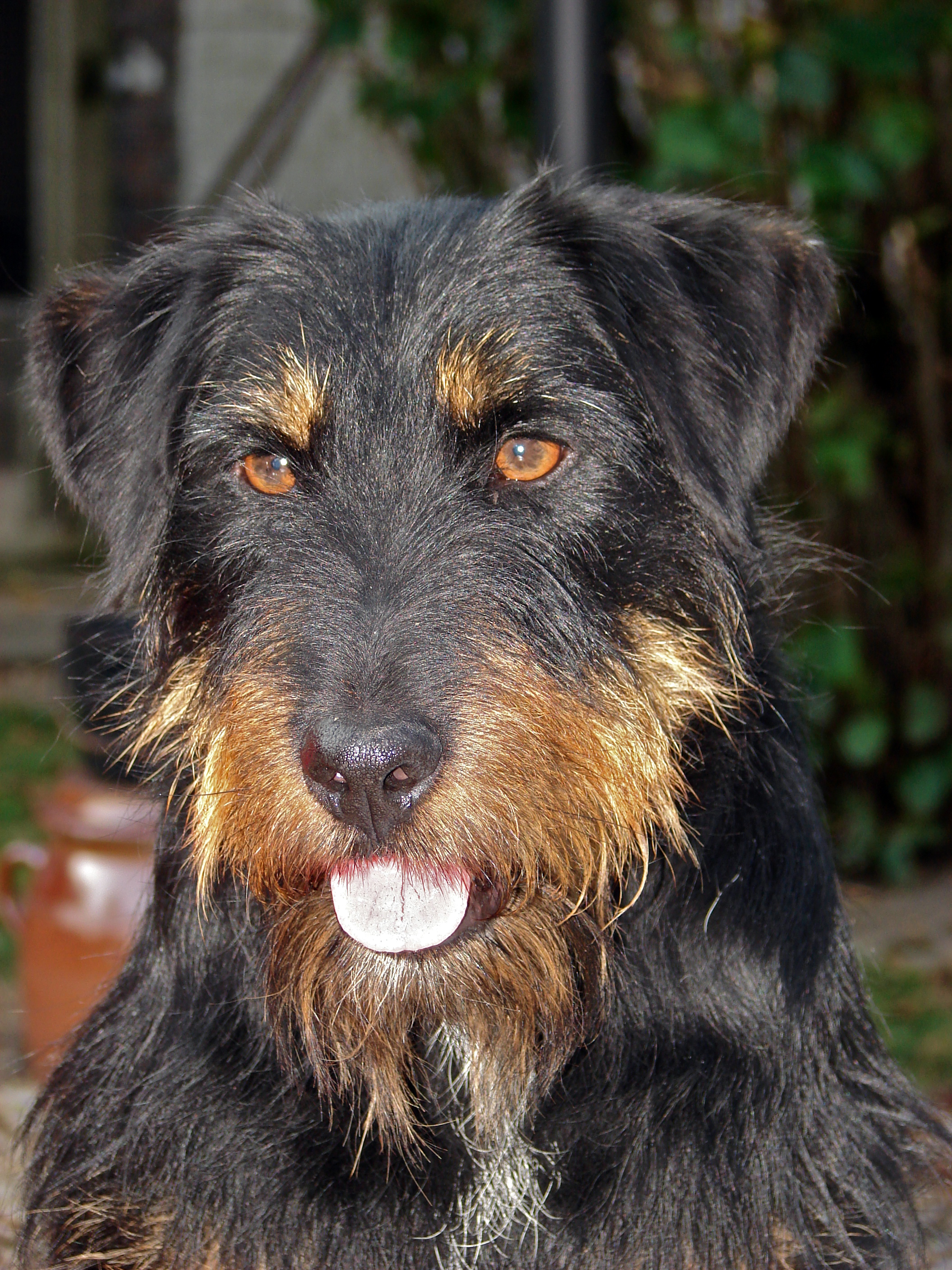
Голова жесткошёрстного ягдтерьера

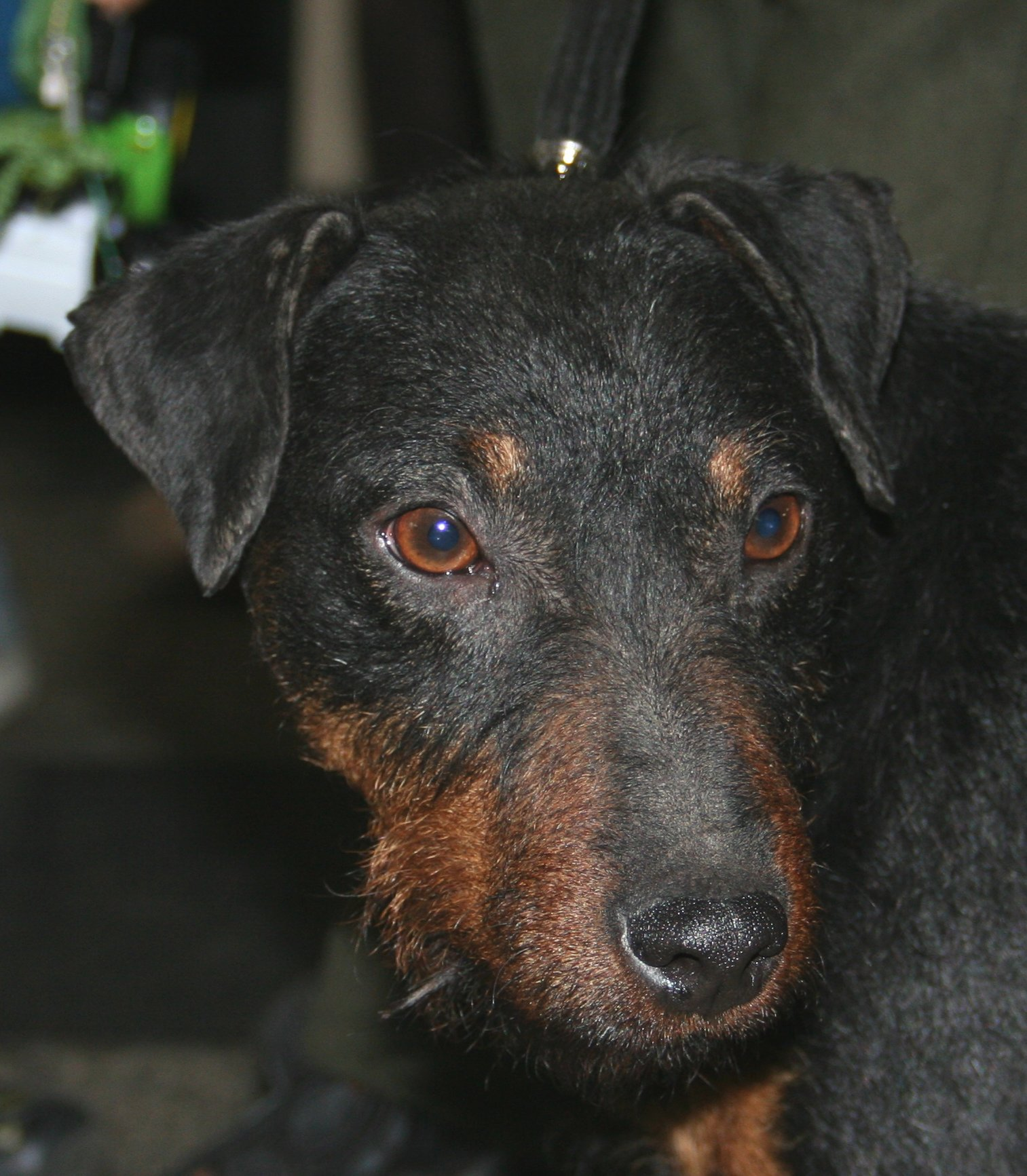
Голова ягдтерьера с шерстью промежуточного типа

Внешность ягдтерьера лишена нарядности и блёсткости, свойственной многим охотничьим собакам, его облик предельно функционален и полностью соответствует идее, заложенной создателями породы: всё в нём обеспечивает работоспособность собаки.
Это крепко сбитая собака чуть растянутого формата. Немецкий охотничий терьер невелик ростом — от 33 до 40 см в холке. Это единственная порода, для которой стандартом установлены требования по соотношению высоты и обхвата груди: обхват должен быть на 10—12 см больше высоты в холке. Собака с мелкой грудью потеряет в выносливости и не сможет работать с отдачей голоса, а более объёмная грудь лишит ягда маневренности при работе в лисьей норе.
Голова длинная, слегка клинообразная, челюсти сильные, мускулистые, с крупными ровными зубами, плотным ножницеобразным прикусом и заметным подбородком. Многие ягдтерьеры обладают мёртвой хваткой. Глаза маленькие, глубоко посаженные, с решительным выражением, перед схваткой взгляд становится напряжённым и «змеиным» — холодным и беспощадным. Уши V-образные висящие на хряще, не слишком крупные, уголок уха слегка прилегает ко лбу в районе угла глаза. Шея мускулистая, не слишком длинная. Спина крепкая с выраженной холкой. Хвост рабочего ягда обычно купируется на 1/3, собака несёт хвост слегка приподнято или горизонтально. Лапы овальные с толстыми жёсткими подушечками.
Шерсть ягда густая, грубая, плотно прилегающая, с хорошо развитым подшёрстком. Такая шерсть хорошо защищает собаку от сырости и холода, к ней не прилипают ни снег, ни грязь, она не требует специального ухода. Шерстью должны быть покрыты даже живот и внутренняя поверхность бёдер, чтобы защитить собаку от укусов насекомых. В породе существуют гладкошёрстная и жесткошёрстная разновидности, которые разрешено спаривать между собой. У жесткошёрстных собак шерсть по корпусу несколько длиннее, на морде имеется жёсткая «борода», а на задних ногах небольшие очёсы. Есть и собаки с так называемым промежуточным типом шерсти, без выраженных бороды и очёсов, собак такого типа особенно предпочитают охотники. Окрас чёрно-подпалый, тёмный коричнево-подпалый, чёрно-подпалый с проседью, встречается тёмная или светлая маска.
Немецкие охотничьи терьеры чрезвычайно неприхотливы и выносливы, не нуждаются в отапливаемом помещении, могут жить на балконе, на улице в будке и в городской квартире.

## Особенности породного поведения
По отзыву охотника, ягдтерьер — «динамит в мелкой расфасовке». В соответствии с замыслом создателей, ягдтерьеры — исключительно злобные к зверю рабочие собаки, необузданные, бесстрашно кидающиеся в бой с противником много крупнее себя, поэтому часто получают травмы и гибнут на охоте. Как и подобает норному охотнику, они самостоятельны, решительны и упорны. Необузданный темперамент охотничьих терьеров проявляется и в повседневной жизни, поэтому ягды нуждаются в тщательном воспитании, основанном на взаимном уважении. Могут быть агрессивны по отношению к другим собакам.

## Использование

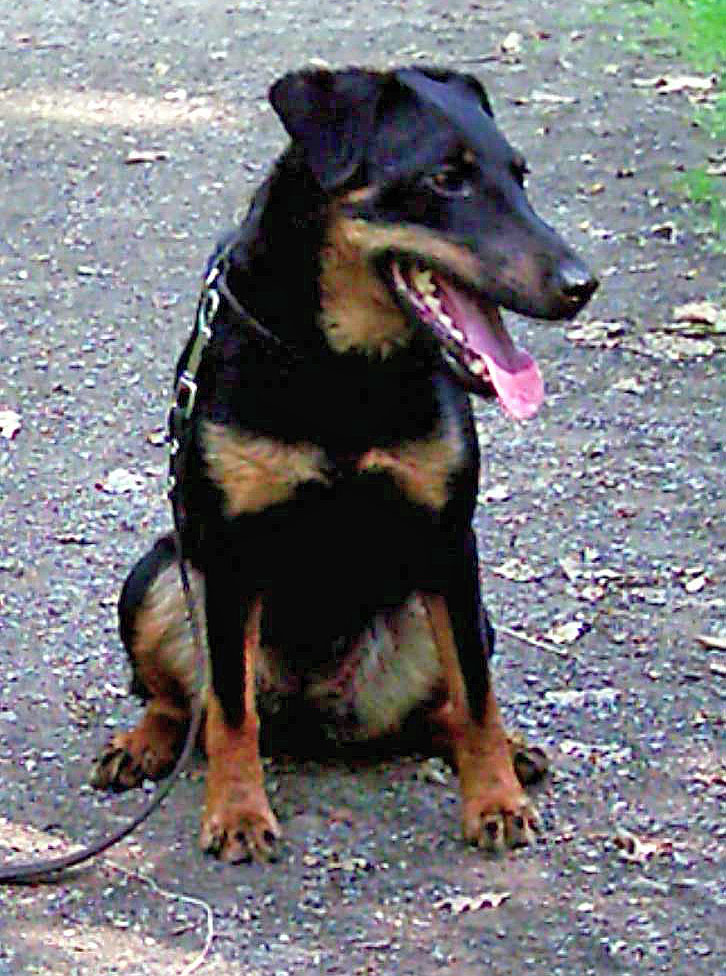
Гладкошёрстная сука. Живот и внутренняя часть бёдер хорошо покрыты шерстью

Основная охотничья специализация ягдтерьера — норная охота на лисицу и барсука. Охота производится по заранее разведанной обитаемой норе. Ягдтерьер, почуяв запах зверя, охотно входит в нору. Во время обследования норы и поиска зверя собака подаёт голос, что даёт охотникам возможность «прослушивать» нору, прижав ухо к земле, и определять местонахождение собаки и характер её работы; надёжная подача голоса очень важна для успешной охоты и безопасности самой собаки. Найдя в норе лисицу или енота, ягдтерьер выгоняет зверя из норы на охотника под выстрел либо вступает в бой. Работа в норе с хитрым зверем, прибегающим ко всевозможным уловкам, требует от собаки мастерства и вязкости. Собака должна правильно схватить противника мёртвой хваткой «по месту», точно за горло, чтобы не пострадать самой: хватки пасть в пасть причиняют травмы собаке. После победы ягд должен вытащить придушенного хищника из норы наружу, что требует немалой силы.
Барсук — более опасный противник для ягдтерьера, в схватке с ним требуется активная помощь охотника. Когда собака вступает в контакт с барсуком, охотник похлопывает ладонью по земле, подбадривая собаку. Быстро задушить такую крупную добычу, вооружённую не только зубами, но и когтями, и вытащить её наружу собака не может, задача терьера — блокировать барсука в тупиковом ходе или гнезде и удерживать его до прихода охотников. Определив, что зверь блокирован, охотники начинают раскапывать нору. При этом охотники стараются не провоцировать собаку на нападение и мёртвую хватку, что может привести к бессмысленным ранениям и гибели. Первым делом из раскопа достают собаку, чаще всего за хвост-«ручку» — именно поэтому хвост не должен купироваться слишком коротко. Взяв добычу, охотники вновь тщательно восстанавливают нору.
Разные приёмы норной охоты предъявляют разные требования к характеру и охотничьей манере собак: для охоты на барсука предпочтительна не слишком злобная и агрессивная собака, склонная не вцепляться в зверя, а непрерывно облаивать его. По лисице лучше работает более злобный, но мелкий и поэтому более манёвренный терьер.
В охоте на пернатую дичь — куропатку, фазана — ягдтерьер должен отыскать птицу, а после выстрела найти и подать охотнику убитую дичь или подранка. Стойка, как у легавых, ягдтерьеру не свойственна. На утиной охоте маленький терьер азартно подаёт добычу с воды охотнику, находящемуся в лодке.
Ягдтерьеры, наряду с гончими, могут использоваться в охоте на кабана. Собаки ищут добычу как по следу, так и верхним чутьём. Уверяют, что большинство ягдтерьеров справляются со зверем в несколько раз крупнее себя, а вдвоём или втроём способны взять любую добычу. Однако схватки с кабаном очень опасны и нередко заканчиваются гибелью собак. Немецкие охотничьи терьеры надёжно работают и по кровяному следу, полезны при охоте на зайца.
Ягдтерьер может быть не только охотничьей, но и отличной сторожевой собакой. А вот хорошим компаньоном ягд может стать лишь для хозяина-охотника, сумевшего правильно выстроить отношения с этой непростой собакой.

## Здоровье
Ягдтерьеры — исключительно здоровые собаки, что полностью соответствует цели выведения и идее породы. Среди обнаруженных в породе наследственных заболеваний в монографии «Контроль наследственных болезней у собак» упоминается лишь синдром Элерса — Данлоса (дерматорексис), выражающийся в чрезмерной эластичности и ранимости кожи. Отмечено, что в породе встречается присущий терьерам наследственный первичный вывих хрусталика, который может быть выявлен генетическим тестированием.